# Heliconius fascinatrix
Heliconius fascinatrix är en fjärilsart som beskrevs av Adalbert Seitz 1913. Heliconius fascinatrix ingår i släktet Heliconius och familjen praktfjärilar. Inga underarter finns listade i Catalogue of Life.